# Pentatoptal
Pentatoptal kallas tal som för något positivt heltal n kan skrivas
{\displaystyle P_{n}={\binom {n+3}{4}},}
De fem första pentatoptalen är 1, 5, 15, 35 och 70.
Pentatoptalen förekommer på den femte positionen (från höger eller vänster) i de rader i Pascals triangel som har minst fem element.